# Michal Navrátil (skokan)
Michal Navrátil (* 5. června 1985 Praha) je český skokan do vody, specialista na extrémní disciplínu high diving, člen klubu PSK Olymp Praha.
V dětství se věnoval gymnastice a plavání (získal stříbrnou medaili na žákovském mistrovství republiky na 50 m motýlek), se skoky začal v klubu USK Praha v Podolí, v roce 2001 získal první vítězství na závodech Highjump. Je účastníkem soutěže ve skákání z útesů Red Bull Cliff Diving World Series, v roce 2016 vyhrál v Pembrokeshire svůj první závod. Pracuje pro firmu Royal Caribbean International a pořádá skokanské show na zámořských lodích, působil také jako akrobat v čínském cirkuse a kaskadér ve filmech, např. Jedna ruka netleská. Na mistrovství světa v plavání 2017 v Budapešti skončil v soutěži ve skoku z 27 metrů na druhém místě a získal tak pro Českou republiku první plaveckou medaili z MS od roku 2003.